# 哥特蘭矮種馬
哥特蘭矮種馬（瑞典語： Gotlandsruss），一種矮種馬，起源瑞典哥特蘭島。 這種馬的肩高約115公分至130公分之間。